# Wolmirstedt
Wolmirstedt este un oraș din landul Saxonia-Anhalt, Germania.
1. ↑   https://www.volksstimme.de/amp/lokal/wolmirstedt/hans-jurgen-zander-war-vor-allem-ein-burgermeister-der-kleinen-leute-502447 Lipsește sau este vid: |title= (ajutor)
2. ↑  Alle politisch selbständigen Gemeinden mit ausgewählten Merkmalen am 31.12.2018 (4. Quartal) (în germană), Statistisches Bundesamt[*], arhivat din original la 10 martie 2019, accesat în 10 martie 2019